# Guillermo Solveyra Casares
Guillermo Solveyra Casares (Buenos Aires, 31 de mayo de 1906 - ib., 12 de junio de 1977) fue un militar y político argentino, convencional constituyente en la reforma constitucional de 1949, y director de la SIDE durante los primeros dos gobiernos de Juan Domingo Perón.

## Carrera en las fuerzas de seguridad argentinas
Según su propio testimonio, su trayectoria despega cuando es convocado por el director de Gendarmería Nacional y subjefe de la Policía Federal, el general Molina, para encomendarle la coordinación de servicios de Prefectura Marítima y de la policía en las zonas ribereñas. Para este cometido fue trasladado desde Chaco cuando estaba prestando servicios en la Gendarmería...".
Ingresó a la Escuela de Cadetes de la entonces Policía de la Capital en el año 1935, egresando como Nro. 1 de su promoción, siendo destinado a la Comisaría de Órdenes un año después y donde desarrollaría gran parte de sus años como oficial subalterno. En el año 1942 alcanzó el grado de inspector general a la vez que fue designado director de Judiciales.
En 1951 es citado por el entonces Ministro de Guerra, Juan Domingo Perón, con quien discute la conformación de un organismo de inteligencia. En 1946 se crea la División Información Política, bajo su dirección, que primero depende de la SIDE, pero que se independiza en 1949. Erradicó los viejos trajes a rayas y cerró el Penal de Ushuaia el 21 de marzo de 1947 por razones humanitarias.
No sólo algunos autores lo consideran quien introdujo la picana eléctrica portátil como método de tortura, 
```
a partir de su dirección de la oficina de Control de Estado -puesto otorgado por Perón-,
[
2
]
 Resulta electo concejal de la Capital Federal durante el periodo comprendido entre 1925 y 1930. Su incursión en la Cámara de Diputados comienza en 1935v donde participa activamente en debates sobre asuntos educativos y sociales. Destaca como autor de diversos proyectos de ley, abordando temáticas como la regulación de concesiones por parte del Poder Ejecutivo Nacional para la incorporación a establecimientos de enseñanza secundaria y especial, la prohibición de emitir billetes y letras de tesorería a gobiernos provinciales y particulares, el marco legal de servicios de electricidad, el fomento de usinas eléctricas, la normativa para sociedades de economía mixta, la creación del Tribunal de Cuentas de la Municipalidad de la Capital, y la autorización para que esta última se asocie con otras comunas para la administración conjunta de servicios públicos, entre otros. En 1935, encabeza la retirada de la cámara por parte de la bancada socialista en protesta contra la sanción de la ley que otorgaba a los británicos el control del sistema de transportes de Buenos Aires.
```

Sentó las bases del perfil profesional del personal policial enmarcados en las distintas publicaciones realizadas así como una pieza fundamental para la creación de la Policía Federal Argentina.
A pesar de su reputación, luego de ambos gobiernos e incluso estando Perón en el exilio, éste consideraba a Solveyra Casares un amigo cercano.

## En la cultura popular
Solveyra es mencionado como "un torturador" en la canción de 2001 "Bandidos Rurales", del cantautor argentino León Gieco.

El fragmento dice lo siguiente:
Logró romper el cerco de Solveyr
de gendarmería que tenía información.
Herminia y Ramona dudan que lo hayan matado,

a este fuera de la ley, a este fuera de la ley.